# Nick Raskulinecz
Nick Raskulinecz ([,ræsk.ɑː.ˈlɛn.ɨks]) est un producteur américain dont la carrière a réellement commencé aux côtés de Foo Fighters avec l'album One by One, remportant au passage deux des trois Grammy Awards qu'il possède. Après sa participation aux albums suivants du groupe (Everywhere but Home, In Your Honor, Skin and Bones et Live at Wembley Stadium), il travaille aux côtés de nombreuses autres formations telles que Alice in Chains, Deftones, Evanescence, Rush, Stone Sour ou Velvet Revolver. Il est aujourd'hui installé à Nashville dans le Tennessee près de sa ville natale.

## Biographie
Nick Raskulinecz est né dans le quartier de Bearden à Knoxville, dans le Tennessee. À ses débuts, il produit et enregistre des groupes de la ville sur un magnétophone 8 pistes à 2 700 $ que lui a offert son grand-père. Il joue également dans un groupe de trash-funk nommé Hypertribe. Trois de leurs albums sont produits à l'Underground Recording Studio de Seymour, au nord de Knoxville, avec Matt Wilson en tant qu'ingénieur du son. La formation, désormais appelée Movement, part à Los Angeles où Nick Raskulinecz prend un boulot aux Sound City Studios comme assistant à la demande de Brian Bell, l'un des membres fondateurs de Weezer. Il devient par la suite ingénieur et apprend les bases de la production.
En 2001, peu de temps après avoir quitté les Sound City Studios, il est invité par Dave Grohl à faire ses débuts de producteur sur One by One, le prochain album de Foo Fighters publié en 2002. Cette invitation arrive après une première collaboration sur l'enregistrement de la chanson A320 pour le film Godzilla. L'expérience est concluante, alors Nick Raskulinecz produit l'album suivant In Your Honor sorti en 2005. Il participe aussi à la réalisation des DVDs du groupe : Everywhere but Home (2003), Skin and Bones (2006) et Live at Wembley Stadium (2008).
Il produit ensuite le dix-neuvième album studio du trio canadien Rush Snakes & Arrows mis en vente le 1er mai 2007. Le groupe fait de nouveau appel à lui pour co-produire l'album Clockwork Angels publié en juin 2012.
En septembre 2007, Nick Raskulinecz se charge de la production de Killing Season, le sixième album studio du groupe de trash américain Death Angel. Il est également le producteur de Shogun paru en 2008, de Trivium. Cette même année, il produit Black Gives Way to Blue, le premier album studio d'Alice in Chains depuis quatorze ans et son album éponyme. C'est aussi le premier album avec le nouveau chanteur William DuVall après la mort de Layne Staley. L'opus paraît le 29 septembre 2009.
En 2010, il est le producteur de Diamond Eyes, premier album de Deftones sans leur bassiste originel Chi Cheng, décédé un peu plus tard. La même année, il produit Audio Secrecy de Stone Sour dans son studio de Nashville. Il avait déjà réalisé Come What(ever) May, le précédent album du groupe.
Nick Raskulinecz travaille ensuite aux côtés d'Evanescence sur leur troisième album studio éponyme, qui est publié le 11 octobre 2011,. Il s'est également engagé dans le groupe Epic Ditch avec John Davis de Superdrag. Ils sortent leur premier vinyle 36-Hour en février 2012 sur le label Velocity of Sound Records. Nick Raskulinecz y joue de la basse et a évidemment produit le disque.
Il est également le producteur du septième album de Deftones dénommé Koi No Yokan dont la sortie est prévue pour le 13 novembre 2012.
En 2016, il produit le douzième album studio de Korn, intitulé The Serenity of Suffering dont la sortie est prévue le 21 octobre.
En 2018, il signe également la réalisation de l'album Vicious du groupe Halestorm.

## Principales productions
- Alice in Chains : Black Gives Way to Blue (2009)
- Ash : Meltdown (2004)
- Danko Jones : Never Too Loud (2008)
- Death Angel : Killing Season (2007)
- Deftones : Diamond Eyes (2010), Koi No Yokan (2012), ''Private Music'' (2025)
- Epic Ditch : 36-Hour (2012)
- Evanescence : Evanescence (2011)
- The Exies : Head for the Door (2004)
- Fireball Ministry : The Second Great Awakening (2003)
- Foo Fighters : One by One (2002), Everywhere but Home (2003), In Your Honor (2005), Skin and Bones (2006), Live at Wembley Stadium (2008)
- Goatsnake : Flower of Disease (2000)
- Halestorm : Vicious (2018)
- Korn : The Serenity of Suffering (2016)
- Mastodon : Once More 'Round the Sun (2014)
- Mondo Generator : Dead Planet (2007)
- My Ruin : The Horror of Beauty (2003)
- Rush : Snakes & Arrows (2007), Clockwork Angels (2012)
- Shadows Fall : Threads of Life (2007).
- Stone Sour : Come What(ever) May (2006), Audio Secrecy (2010)
- Superdrag : In the Valley of Dying Stars (2000)
- Trivium : Shogun (2008)
- Velvet Revolver : Contraband (2004)
- Ghost : Infestissumam (2013)